# Janzengambiet
Het Janzengambiet is in de opening van een schaakpartij een variant in de Hollandse opening met als beginzetten
1. d4 f5
2. h3 Pf6
3. g4 fxg4

Het lijkt door de zet 3.g4 op het vleugelgambiet.